# Emina Jahović
Emina Jahović (in serbo Емина Јаховић?; Novi Pazar, 15 gennaio 1982) è una cantautrice, attrice e modella serba.

## Biografia
Nata a Novi Pazar, città serba a maggioranza musulmana, è la sorella di Mirsad Türkcan, giocatore di basket naturalizzato turco ed ex stella dell'NBA. All'età di tredici anni perse il padre. 

## Carriera
Si interessa alla musica a partire dagli anni della scuola. Voci indiscrete affermano che la parentela con il fratello abbia favorito molto la carriera della Jahović, e sembra che Türkcan abbia finanziato i primi progetti artistici ed abbia introdotto l'amata sorella nel giro che conta. Il 25 maggio 2002 pubblica il suo album di debutto intitolato Tačka, seguito da Radije ranije nel 2005, riscuotendo un buon successo. Nel 2008 pubblica i primi singoli in lingua inglese, Exhale e Push It, e l'anno successivo pubblica altri due brani che riscuotono un notevole successo, Još ti se nadam e Med, che vengono successivamente inclusi nell'album Vila. Il periodo successivo è quello di maggior successo: collabora con diversi artisti di fama internazionale e nel 2011 viene nominata Persona dell'anno da Hello! Srbija. Nel 2012 pubblica il suo primo singolo interamente in lingua turca intitolato Kimse Yok Mu?. Il 23 gennaio 2018 pubblica Dalje, il suo ultimo album in studio, che contiene la canzone Limunada, considerato il singolo di maggior successo della cantautrice serba con più di 9 milioni di ascolti su Spotify e più di 84 milioni di visualizzazioni su YouTube. 
A causa del suo enorme successo musicale nell'area balcanica, è conosciuta anche con il nome di "Srpska diva" (Diva serba).
Negli anni ha anche recitato come attrice in diversi film, ed è stata protagonista delle campagne pubblicitarie di Fabrika e Kara.

## Vita privata
La Jahović sostiene di parlare fluentemente serbo, inglese e turco. Nel 2008 sposa Mustafa Sandal, star della musica turca, e si trasferisce definitivamente in Turchia. La coppia ebbe due figli prima di divorziare nel 2018.

## Discografia

### Album studio
Tacka (City Records 2002)
1. Osmi dan
2. Mama
3. Kad si sa njom
4. Odbojka
5. U, la-la
6. Tačka
7. Soba 23
8. Brišeš tragove
9. U, la-la (Remix)
10. Sad nastavi

Radije ranije (City Records 2005)
1. Radije, ranije
2. Da l'ona zna
3. Crno i bjelo
4. Tvoja greška
5. Živeo...
6. Pola oštrog noža
7. Skini ruke s' mog vrata
8. Molim te...
9. Ona nije ja
10. Bez problema
11. Molim te (Remix)
12. Voljela te il' ne voljela
13. Uzalud se budim

Exhale (Multimedia Records 2008)
1. Exhale
2. Exhale (Dance Remix)
3. Exhale (Elvir Gazić Remix)
4. Exhale (Levent Gündüz Be Funky Remix)
5. Push It
6. Push It (Remix)

Vila (PGP RTS 2009)
1. Pile moje
2. Dan za danom
3. Ne zaboravi
4. Vila
5. Med
6. Aj
7. Nastavljamo dalje...
8. Zauvek
9. Još ti se nadam
10. Zver
11. Vila 2

### Greatest hits
Singles & Duets (2008)
1. Cool žena
2. Da l'ona zna (Remix)
3. Nije vise tvoja stvar
4. La gitana
5. Emina
6. Još ti se nadam

### Singoli
- "Tačka" (2002)
- "Osmi dan" (2002)
- "U, la-la" feat. KC (2002)
- "Uzalud se budim" (2003)
- "Radije, ranije" (2004)
- "Tvoja greška" (2005)
- "Emina" feat. Knez (2005)
- "Da l'ona zna" (2006)
- "Nije vise tvoja stvar" (2006)
- "Pola ostrog noza" (2006)
- "Cool žena" (2007)
- "La gitana" feat. Flamingosi (2007)
- "Exhale" (19 aprile 2008)
- "Push It" feat. Cory Gunz (18 giugno 2008)
- "Još ti se nadam" feat. Saša Kovačević (10 dicembre 2008)
- "Pile moje" (21 maggio 2009)
- "Ne zaboravi" feat. İzel (2009)
- "Med" feat. Dino Merlin (30 luglio 2009)
- "Nemilo" feat. Miligram (2009)
- "Ti kvariigro" (2010)
- "Gospodine" feat. Nataša Bekvalac (8 marzo 2011)
- "Posle mene" (2011)
- "Beograd priča" feat. Dženan Lončarević (14 febbraio 2012)
- "Broken" feat. Erdem Kınay (2012)
- "Çek Gönder" feat. Mustafa Sandal (2012)
- "I da mogu" (2012)
- "Kimse Yok Mu?" (2012)
- "Yakışmaz" (2013)
- "U senkama isti" (2013)

### Compilations feat. Emina Jahović
- BH Eurosong (Muzička produkcija javnog servisa BH 2002)
- Super hitovi Vol.13 (City Records 2003)[7]
- Vanilla (City Records 2005)
- Gordost i predrasude (City Records 2006)
- Miligram (Miligram Music 2009)
- Karizma (Seyhan Müzik 2009)[8]
- Ornament (City Records 2010)
- Platinum Collection 19 hitova (Mascom EC 2011)[9]
- Proje (Seyhan Müzik 2012)[10]
- Hitovi leta 2012 (City Records 2012)[11][12]
- Organik (Poll Production 2012)[13][14]
- Best of 2012/13 CD 1 (City Records 2013)[15][16]
- Super hitovi CD 2 (City Records 2013)

## Tournée
Come artista principale
Come artista di apertura
- Tournée Hari Mata Hari (Nord America e Europa, 2004) - 25 concerti